# Fernando Colunga
Fernando Colunga, all'anagrafe Fernando Colunga Olivares (Città del Messico, 3 marzo 1966), è un attore messicano di telenovele.

## Biografia
Fernando è figlio dell'ingegnere Fernando Colunga e Margherita Olivares. Quando era giovane studiò ingegneria civile, ebbe una ferramenta, fu concessionario di auto, lavorò nell'amministrazione e nel bar, ma il suo sogno era diventare attore. Iniziò la carriera d'attore cinematografico nel 1988 lavorò con Eduardo Yáñez nella telenovela Dulce desafío. Da quel momento decise di continuare nella carriera dello spettacolo e si iscrisse al Centro di Educazione Artistica (CEA) di Televisa nel 1990. Lavorò nei programmi Plaza Sésamo, La telaraña, La hora marcada e Todo de todo.
Appare nelle telenovele Cenizas y diamentes, Madri egoiste e María Mercedes. Carla Estrada gli offrì un ruolo da protagonista nella telenovela Más allá del puente con María Sorté nel 1993.
Ebbe una partecipazione speciale nella telenovela Marimar nel 1994, come Adrián Rosales. In quell'anno, Fernando si integrò nel cinema con il film Bésame en la boca con Paulina Biondo.
Nel 1995 Carla Estrada lo convoca per la telenovela Alondra interpretando il tenente Raúl Gutiérrez, fidanzato con l'attrice Veronica Merchant e lavorando con gli attori Gonzalo Vega, Ernesto Laguardia, Marga Lopez, Ana Colchero, Juan Manuel Bernal, Beatriz Sheridan e Eric del Castello. Nello stesso anno, Angelli Nesma dal suo ruolo da protagonista a Fernardo dove lavorò insieme all'attrice Thalía nella telenovela María la del barrio, lavorando nel ruolo di Luis Fernando de la Vega. Con questa telenovela, Fernando cominciò a essere conosciuto in molti paesi.
Nel 1997 fu il protagonista di Esmeralda insieme a Leticia Calderón. Dopo il successo di Esmeralda, Colunga lavorò nel teatro con Pecado no original insieme a Chantal Andere; interpretando Bill e Jenny, rappresentando un matrimonio infelice nella fase di divorzio. La sua seguente telenovela fu nel 1998, La usurpadora come protagonista insieme all'attrice venezuelana Gabriela Spanic, nel ruolo di Carlos Daniel Bracho. Nel 1999, Colunga era il protagonista della telenovela Nunca te olvidaré, accanto ad Edith González.
Nel 2000 partecipò nella telenovela Cuento de Navidad e protagonista della telenovela Abrázame muy fuerte, lavorando insieme a Aracely Arámbula, Victoria Ruffo, César Évora e Nailea Norvind. Dopo questo ruolo, preso un attimo di pausa per studiare spettacolo e produzione.
Nel 2003 lavorò in Amor real, telenovela prodotta da Carla Estrada, dove interpretò Manuel Fonti Guerra, insieme alla protagonista Adela Noriega. Dopo Amor real, Colunga prese un tempo di riposo. Insieme a César Evora, adattarono le sceneggiature e crearono Trampa de muerte.
Nel 2005, Colunga torna di nuovo nella televisione con la telenovela di Carla Estrada, Alborada, una storia ambientata in Messico nel XVIII secolo.
Nel 2007 torna di nuovo nella telenovela, Pasión, prodotta da Carla Estrada.
Nel 2008 lavorò nella telenovelaːMañana es para siempre, prodotta da Nicandro Díaz; lavorado insieme a Silvia Navarro e Lucero.
Nel 2010 fu il protagonista della telenovela Soy tu dueña prodotta da Nicandro Díaz dove lavora insieme a Lucero e Gabriela Spanic.
Nel 2012, Juan Osorio lo convocò nella telenovela Porque el amor manda insieme a Bianca Soto.
Nel 2015 Colunga era protagonista del film Ladrones insieme a Eduardo Yáñez. Sempre in quell'anno era l'antagonista della telenovela Pasión y poder insieme a Susana González.

## Filmografia

### Telenovelas
- Dulce desafío (1988-1989)
- Cenizas y diamantes (1990)
- Alcanzar una estrella II (1991)
- Madri egoiste (Madres egoístas) (1991) - Jorge
- María Mercedes (1992-1993) - Chicho
- Más allá del puente (1993-1994) - Valerio Rojas
- Marimar (1994) - Adrián Rosales
- Ali del destino (Alondra) (1995) - Raúl Gutiérrez
- María la del Barrio (1995-1996) - Luis Fernando de la Vega
- Esmeralda (1997) - José Armando Peñarreal
- La usurpadora (1998) - Carlos Daniel Bracho
- Nunca te olvidaré (1999) - Luis Gustavo Uribe
- Cuento de navidad (1999-2000) - Jaime
- Abrázame muy fuerte (2000-2001) - Carlos Manuel Rivero
- Navidad sin fin (2001-2002) - Pedro
- Amor real (2003) - Manuel Fuentes Guerra
- Alborada (2005-2006) - Luis Manrique y Arellano
- Pasión (2007-2008) - Ricardo de Salamanca y Almonte
- Mañana es para siempre (2008-2009) - Eduardo Juárez Cruz/Franco Santoro
- Soy tu dueña (2010) - José Miguel Montesinos
- Porque el amor manda (2012-2013) - Jesús García
- Pasión y poder  (2015-2016) - Eladio Gómez Luna Altamirano

### Programmi
- XHDRBZ (2002) - Raúl
- Plaza Sésamo (1995-1997)
- Mujer, casos de la vida real (1994)
- Te olvidaré (1994)
- La telaraña (1988)

### Cinema
- Ladrones[1] (2015) - Alejandro Toledo[2]
- Ladrón que roba a ladrón (2007) - Alejandro Toledo[3]
- Bésame en la boca (1995) - Arturo
- Esclavos de la pasión (1995)
- La guerrera vengadora (1988)

### Video musicali
- Loca (2004) di Ana Bárbara

## Teatro
- Obscuro total (2013) - direttore[4][5]
- Manos quietas (2011)[6]
- La Cenicienta
- Trampa de muerte (2004)[2]